# Carlberg (släkt)
Carlberg, Karlström och Tigerhielm är efternamn som burits av medlemmar av en släkt, som härstammade från Börje Olofsson, handlande och rådman omkring år 1600 i staden Brätte – Vänersborgs föregångare. Namnen Karlström och Tigerhielm bars av adlade grenar av släkten. Dessa är numera utslocknade på manssidan. Den längst fortlevande grenen med namnet Karlström och släkten Tigerhielm fortlever på kvinnosidan. Bägge namnen bärs också av icke-adliga. Det övervägande antalet personer med efternamnet Karlström saknar uppenbar relation till den här behandlade släkten. För den borgerliga grenen Carlberg är inga efterkommande kända från nyare tid. Den yngste kände, arkitekten Carl Wilhelm Carlberg, dog ogift 1814.

## Släktträd
- Börje Olofsson, handlande och rådman i Brätte (Vänersborg)
  - Johan Börjesson Carlberg (1606–76), brukspatron, rådman och borgmästare i Karlstad
    - Johan Carlberg (1638–1701), biskop i Göteborg
      - Johan Eberhard Carlberg (1683–1773), fortifikationsofficer, stadsarkitekt i Stockholm
      - Bengt Wilhelm Carlberg (1696–1778), fortifikationsofficer, stadsingenjör i Göteborg
        - Carl Wilhelm Carlberg (1746–1814), fortifkationsofficer, stadsarkitekt i Göteborg

    - Birger Carlberg (1640–1683), kyrkoherde och psalmförfattare

  - Gustaf Börjesson Karlström (död 1668), borgmästare i Karlstad
    - Bengt Gustaf Karlström , adlad Tigerhielm (1639–1679), sekreterare i Kammarkollegium
      -         -           -             -               - Anna Tigerhielm (1832–1906), konstnär

    - Johan Karlström (1642–90), adlad Karlström (nummer 857)
    - Sven Karlström (1650-talet–1683), adlad Karlström (nummer 963), sekreterare